# 26e dynastie van Egypte
De 26e dynastie van Egypte regeerde in Egypte na de vlucht van Taharqa (25e dynastie) bij de Assyrische inval in Egypte in 671 v.Chr. riep Necho I van Saïs zich uit tot koning van Egypte. Hij en zijn zoon Psammetichus I werden bondgenoten van de Assyriërs in de hoop met hun hulp de Koesjieten te verdrijven. In 664 v.Chr. volgde Tantamani Taharqa op en drong met zijn militaire campagne vanuit Nubië door tot in de Nijldelta. Tijdens de gevechten stierf Necho I, waarop Tantamani geaccepteerd werd door de lokale machthebbers.
Tussen 663 en 657 v.Chr. viel de Assyriër Assurbanipal opnieuw Egypte binnen en plunderde het gehele land, waarop Tantamani naar Nubië vluchtte. Toen Assurbanipal terugkeerde naar Assyrië lukte het Psammetichus I onafhankelijk te worden van de Assyriërs. Tussen 664 en 656 v.Chr. verdreef Psammetichus I alle lokale machthebbers uit het noorden, en zorgde ervoor dat de Godsvrouw van Amon in Thebe zijn dochter Nitokris adopteerde, waardoor hij eveneens controle kreeg over het zuiden. Bij zijn machtsstrijd maakte hij gebruik van Griekse huursoldaten, een innovatie in de Egyptische geschiedenis. Zo kwam voorgoed een einde aan de invloed van zowel de ("Libische") Mesjwesj als de Koesjieten. Egypte was voor het eerst sinds 1070 v.Chr., Ramses XI (20e dynastie van Egypte), vier eeuwen voor zijn tijd, weer verenigd onder een koning die men als een inheems vorst kan beschouwen, hoewel het koninklijk huis eigenlijk wel van Libische afkomst was.
Dit was het begin van de Saïtische Renaissance, een tijd van bloei voor Egypte, waarin het land sterk teruggreep op het eigen roemruchte verleden. De voornaamste bron met betrekking tot de geschiedenis van deze periode is de Griekse geschiedsschrijver Herodotus.
Tegen het einde van de regering van Amasis groeide de machtssfeer van de Perzen, die tijdens de regering van zijn opvolger Psammetichus III in 525 v.Chr. Egypte binnenvielen en veroverden, waarmee Cambyses II de eerste koning van de 27e dynastie van Egypte werd.
Bij deze kwam ook een einde aan het eeuwenlange bestaan van de traditie van de zeer invloedrijke functie met de titel van Godsvrouw van Amon.
Op 9 februari 2009 werden 30 mummies gevonden in een 2.600 jaar oude tombe, vooralsnog gedateerd op de 26e dynastie, in de nabijheid van de 4.300 jaar oude plek waar de graven van de 6e dynastie gevonden zijn.

## Galerij

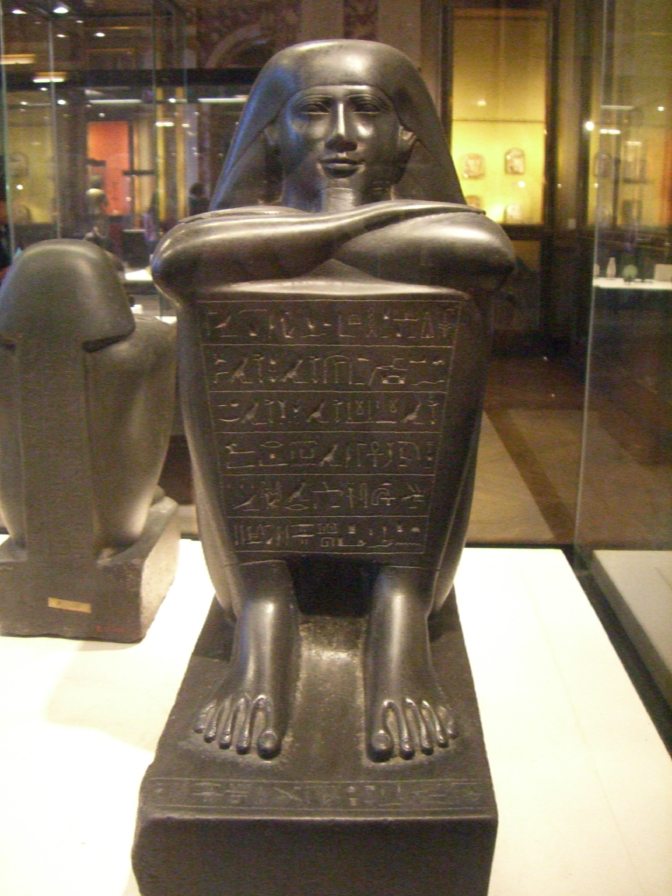
Beeld van een generaal uit de regeerperiode van Psammetichus I
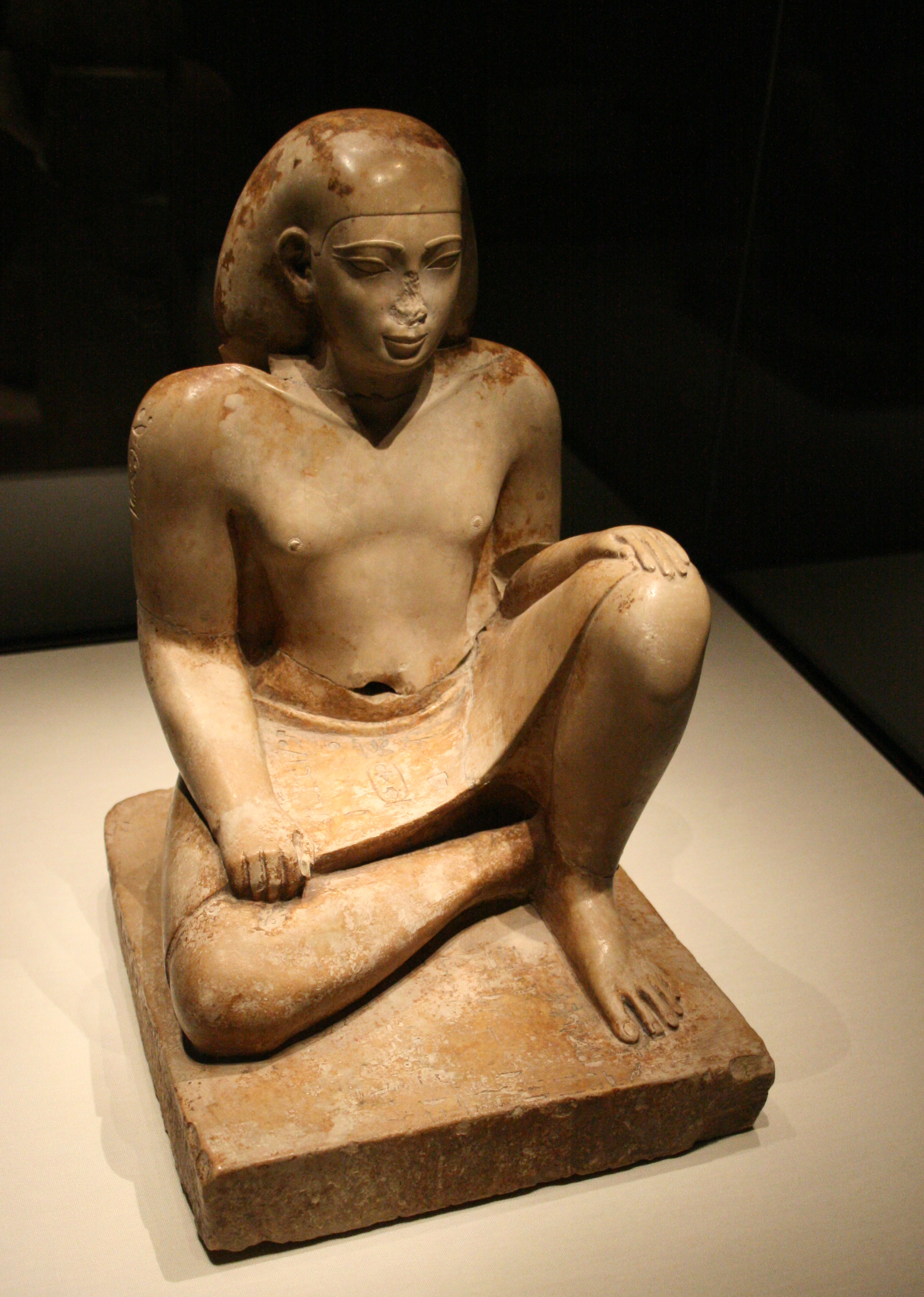
Beeld van kalksteen
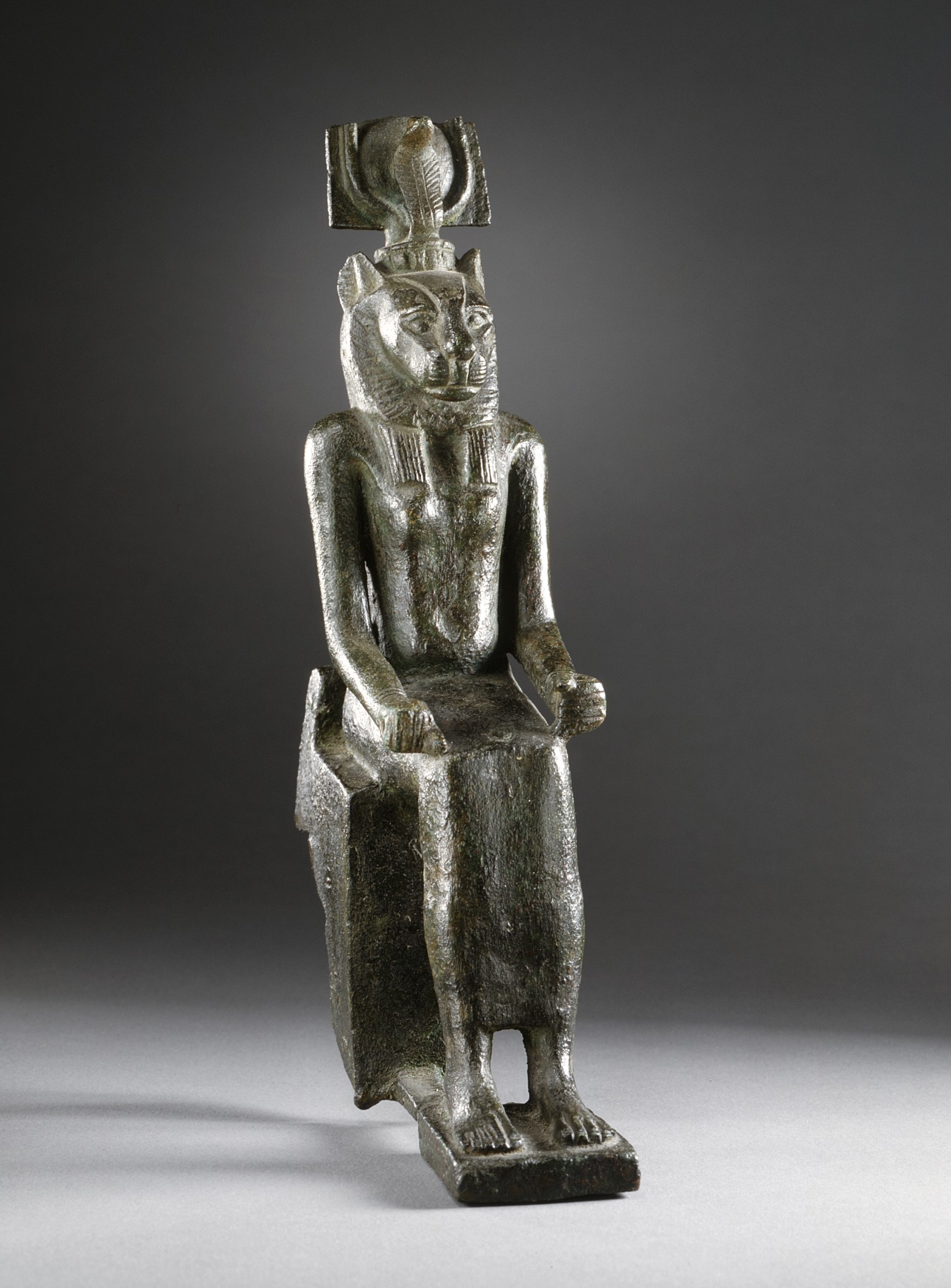
Godin Wadjet
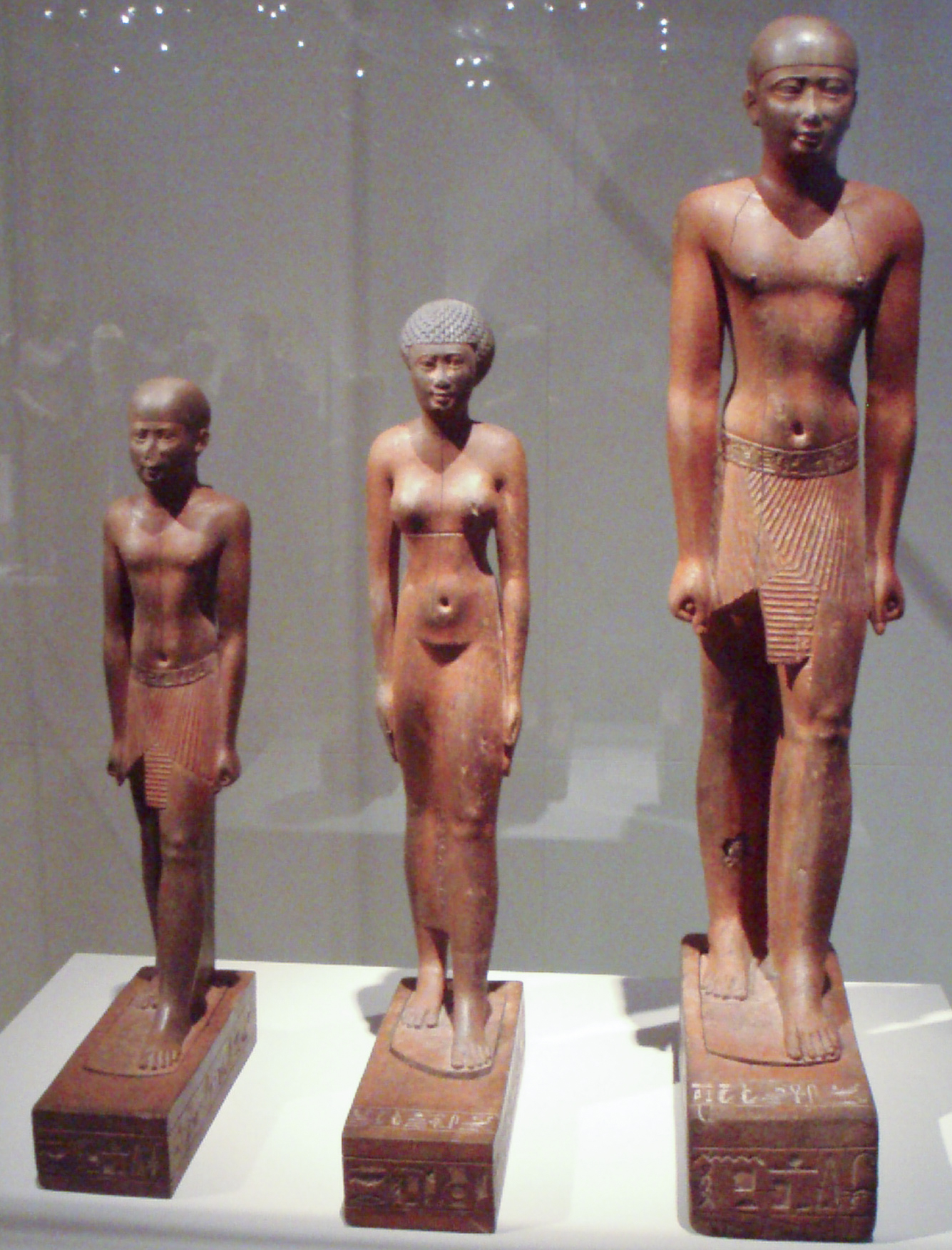
Beelden van Psammetichus I, diens vrouw en diens zoon
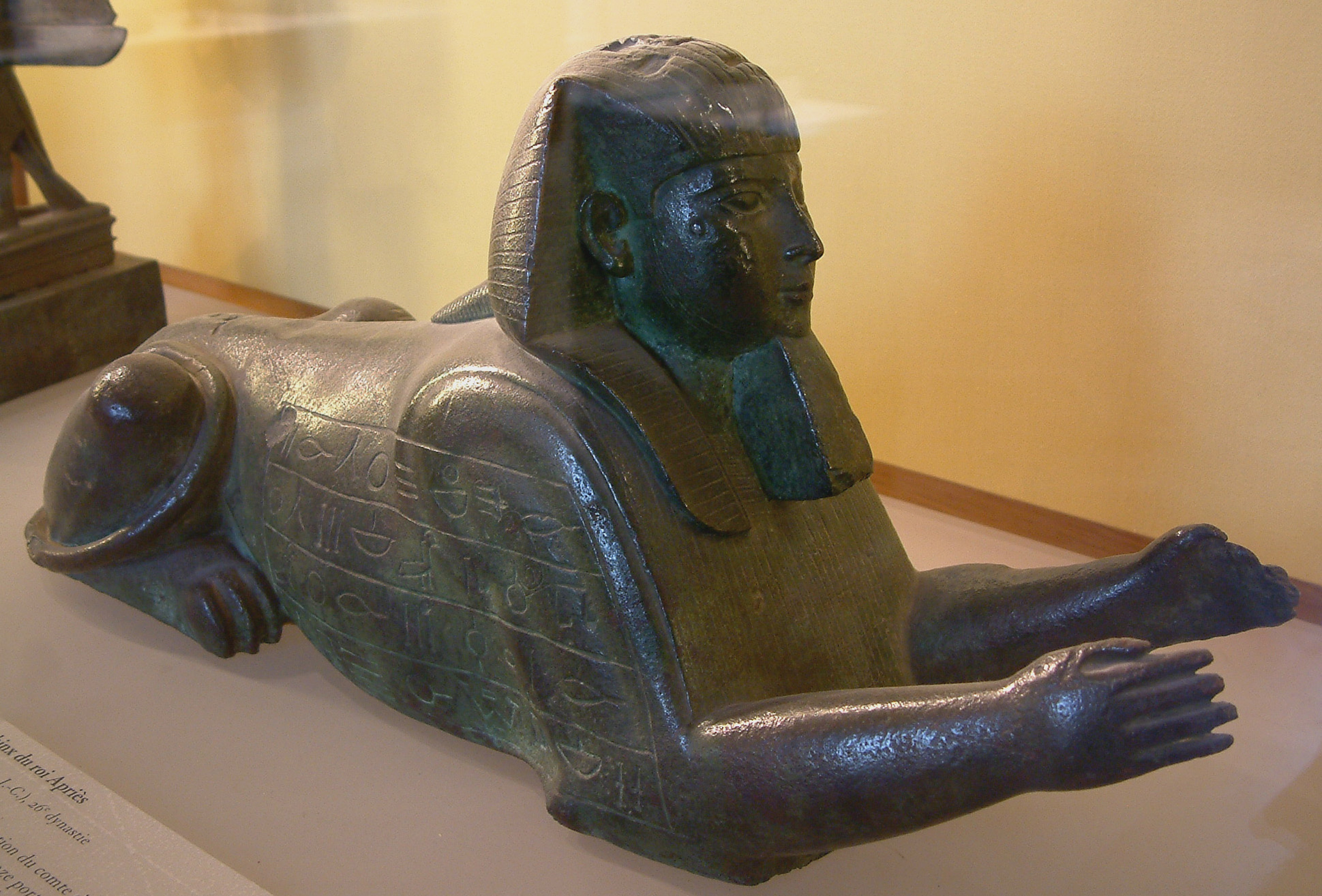
Sfinx met het hoofd van Apriës